# Selaincourt
Selaincourt – miejscowość i gmina we Francji, w regionie Grand Est, w departamencie Meurthe i Mozela.
Według danych na rok 1990 gminę zamieszkiwały 143 osoby, a gęstość zaludnienia wynosiła 13 osób/km² (wśród 2335 gmin Lotaryngii Selaincourt plasuje się na 902. miejscu pod względem liczby ludności, natomiast pod względem powierzchni na miejscu 535.).